# Dubrave Gornje
Dubrave Gornje är en ort i Bosnien och Hercegovina.   Den ligger i entiteten Federationen Bosnien och Hercegovina, i den centrala delen av landet, 80 km norr om huvudstaden Sarajevo. Dubrave Gornje ligger 287 meter över havet och antalet invånare är 4 821.
Terrängen runt Dubrave Gornje är varierad.Runt Dubrave Gornje är det ganska tätbefolkat, med 93 invånare per kvadratkilometer.. Närmaste större samhälle är Tuzla, 8,7 km nordväst om Dubrave Gornje. 
Omgivningarna runt Dubrave Gornje är en mosaik av jordbruksmark och naturlig växtlighet.